# Rafiganj
Rafiganj is een notified area in het district Aurangabad van de Indiase staat Bihar. 

## Demografie
Volgens de Indiase volkstelling van 2001 wonen er 23.889 mensen in Rafiganj, waarvan 52% mannelijk en 48% vrouwelijk is. De plaats heeft een alfabetiseringsgraad van 49%. 